# Manuel Dorrego
Pour les articles homonymes, voir Dorrego.
 (octobre 2010).
Si vous disposez d'ouvrages ou d'articles de référence ou si vous connaissez des sites web de qualité traitant du thème abordé ici, merci de compléter l'article en donnant les références utiles à sa vérifiabilité et en les liant à la section « Notes et références ».
Manuel Dorrego est un militaire et homme politique argentin né le 11 juin 1787 à Buenos Aires et mort le 13 décembre 1828 à Navarro. Il est l'un des principaux partisans du fédéralisme au sein des Provinces-Unies du Río de la Plata, au cours de la première moitié du XIXe siècle.

## Carrière
Fils du commerçant portugais José Antonio do Rego et de son épouse María de la Ascensión Salas, il est le cadet de cinq frères. En 1803, il entre au Real Colegio de San Carlos.
Il se distingue comme militaire en s'enrôlant dans l'Armée du Nord dirigée par Manuel Belgrano. Malgré sa valeur, il a des problèmes pour indiscipline[réf. nécessaire]. Ainsi San Martín le punit pour avoir manqué de respect à Belgrano, ce qui l'empêche de participer aux dernières batailles[réf. nécessaire]. C'était l'époque où le Libertador José de San Martín marchait sur le Chili à la tête de l'Armée des Andes.
Lorsque débute ouvertement le conflit entre fédéralistes et unitaires, il est sous les ordres du Directoire (unitaire) luttant contre les caudillos ou chefs de guerre fédéralistes, battant initialement Fernando Otorgués (es) à Marmarajá le 14 octobre 1814. Peu après, Dorrego est battu par un des lieutenants d'Otorgués, Fructuoso Rivera, à la bataille de Guayabos, le 10 janvier 1815. La participation au conflit, qui affecte alors les Provinces-Unies du Río de la Plata, le fait cependant se rapprocher des idées de José Gervasio Artigas[réf. nécessaire]. Son adhésion au fédéralisme se renforce lors de son bref exil aux États-Unis.

## La conquête du pouvoir

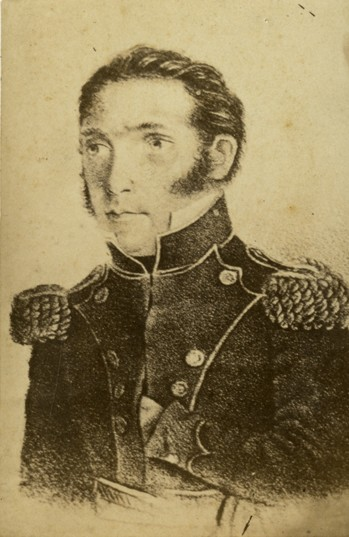
Manuel Dorrego.

Ainsi en 1824, il est remarqué pour ses idées fédéralistes à Buenos Aires (quelque chose de fort inhabituel dans cette ville à l'époque)[réf. nécessaire], proposant l'autonomie de Buenos Aires dans d'égales conditions que les autres provinces du pays. Dorrego, à la différence des unitaires de la cité, incarne les intérêts de la population des gauchos de la province[réf. nécessaire]. Il est donc opposé à la politique centraliste du président Bernardino Rivadavia.
À la fin de 1824, il est un des principaux promoteurs de la campagne de libération des Treinta y Tres Orientales.

Il est élu représentant de la province de Santiago del Estero au premier Congrès National Argentin. Par ses discours, il a une forte influence[réf. nécessaire] sur la crise qui culmine avec la démission de Rivadavia de la présidence de la Nation.
Il est élu gouverneur de Buenos Aires, en août 1827.
Peu auparavant, un traité de paix est signé avec le Brésil par l'émissaire de Bernardino Rivadavia (Manuel García). Ce traité, qui transforme de façon surprenante les victoires militaires argentines en une victoire diplomatique du Brésil, est un héritage que Dorrego essaya de surmonter[réf. nécessaire]. Pour cela, en tant que gouvernant principal des Provinces-Unies, il tente de terminer rapidement la guerre argentino-brésilienne par des opérations audacieuses[réf. nécessaire].
Pour ce faire, il envoie le gouverneur de Santa Fe, Estanislao López, pour la libération des Missions Orientales en vue de déloger l'armée brésilienne, établie à Porto Alegre. De même, il parvient à ce qu'un mercenaire allemand du nom de Friedrich Bauer cesse d'être au service du Brésil et tente de créer une république dans le Santa Catarina.

## Fin

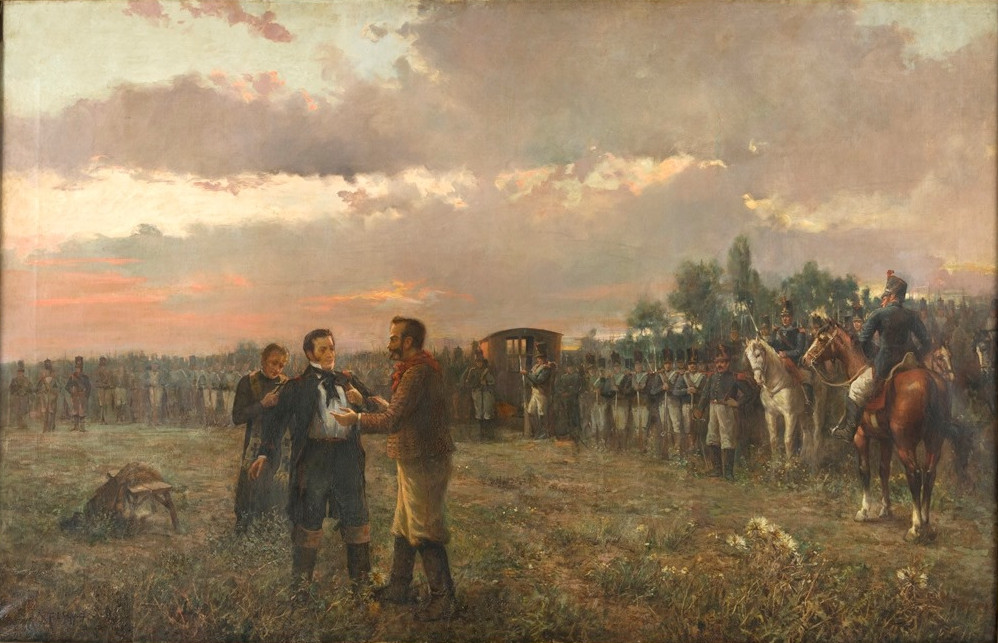
Exécution de Dorrego.

Dorrego entre aussi en contact avec les principaux dirigeants du Rio Grande do Sul brésilien Bento Gonçalves da Silva et Bento Manuel Riveiro (es) pour qu'ils créent une république de San Pedro del Río Grande[réf. nécessaire]. Mais la pression anglaise, exercée directement par l'envoyé Lord Ponsonby et des actions directes de vaisseaux militaires du Royaume-Uni contre des bateaux argentins[réf. nécessaire], oblige Dorrego à accepter une grande partie de ce qui avait été auparavant signé par García, avec  en plus, la création de la république orientale de l'Uruguay. Cette perte territoriale facilite une conspiration de la part des unitaires[réf. nécessaire]. Dorrego est renversé et mis aux arrêts par Juan Lavalle qui, sommairement et sans procès[réf. nécessaire], le fait fusiller à Navarro le 13 décembre 1828.

## Au cinéma
L'exécution de Manuel Dorrego fait l'objet du premier film de fiction argentin,  réalisé par Mario Gallo et sorti en 1908 : El fusilamiento de Dorrego.

## Crédit d'auteurs
- (es) Cet article est partiellement ou en totalité issu de l’article de Wikipédia en espagnol intitulé « Manuel Dorrego » (voir la liste des auteurs).